# Березна
Бере́зна (укр. Березна) — посёлок в Черниговском районе Черниговской области Украины, административный центр Березнянской поселковой общины. До 17 июля 2020 года был на территории ныне упразднённого Менского района.

## Географическое положение
Находится в 36 км к северо-востоку от Чернигова.
Через посёлок протекает река Красиловка с системой прудов на ней.

## История
Поселение известно с XII века. В черте посёлка находится застроенное городище. По мнению П. В. Голубовского, именно здесь находился древнерусский Березый, впервые упомянутый в летописи за 1152 год.
В середине XVII века поселение под названием Райгородок принадлежало польскому магнату Н. Потоцкому, который выстроил здесь крепость. После восстания Хмельницкого в 1654 году вошёл в состав Русского государства.
В 1781 году Березна стала уездным городом Черниговского уезда Черниговского наместничества (с 1802 года — Черниговской губернии).
В 1890 году Березна являлась торгово-ремесленным центром местного значения, численность населения составляла 8500 человек, здесь действовали 2 свечных и 4 кирпичных завода и 32 торговые лавки.
С 1924 года — посёлок городского типа, в дальнейшем — районный центр Березнянского района Черниговской области.
В ходе Великой Отечественной войны в 1941 году посёлок был оккупирован наступавшими немецкими войсками, 19 сентября 1943 года — освобождён советскими войсками.
После окончания боевых действий населённый пункт был восстановлен. По состоянию на начало 1950 года здесь действовали кирпичный завод, несколько промысловых артелей, Дом культуры и средняя школа.
В январе 1959 года население составляло 6571 человек.
В 1968 году в посёлке действовали кирпичный завод, маслодельный завод и птицефабрика.
В дальнейшем, здесь был освоен разлив гидрокарбонатно-хлоридной натриевой лечебно-столовой минеральной воды «Полесская».
В январе 1989 года население составляло 5892 человек.
В июле 1995 года Кабинет министров Украины утвердил решение о приватизации находившихся здесь райсельхозтехники и птицеводческого совхоза.
На 1 января 2013 года население составляло 4833 человек.

## Население

### Численность населения
| 1897 | 1959 | 1979 | 1989 | 2001 | 2016 |
| ---- | ---- | ---- | ---- | ---- | ---- |
| 9922 | 6571 | 6248 | 5892 | 5372 | 4719 |

## Образование и культура
- 2 общеобразовательные школы,
- вспомогательная школа-интернат,
- музыкальная школа,
- Поселковый дом культуры;
- Березнянский историко-краеведческий музей имени Г. Г. Верёвки;
- 2 библиотеки;
- «Певческое поле» — первое на в сельской местности на Украине, открытое в 1995 г.

Установлены памятники воинам Красной армии и жителям поселка Березна, которые погибли в боях за освобождение поселка от немецких захватчиков в годы Второй Мировой войны

## Другая инфраструктура
- больница,
- аптека,
- детский сад,
- отделение связи.

## Уроженцы
- Верёвка, Григорий Гурьевич — советский украинский композитор и хоровой дирижёр.
- Драпкин, Борис Семёнович — Заслуженный учитель УССР, Лауреат областной премии имени М. Коцюбинского.
- Лишафай, Пётр Иванович — Герой Советского Союза.
- Товстуха, Иван Павлович
- Яновский, Кирилл Петрович — российский государственный деятель и педагог, член Государственного совета Российской империи.

## Галерея

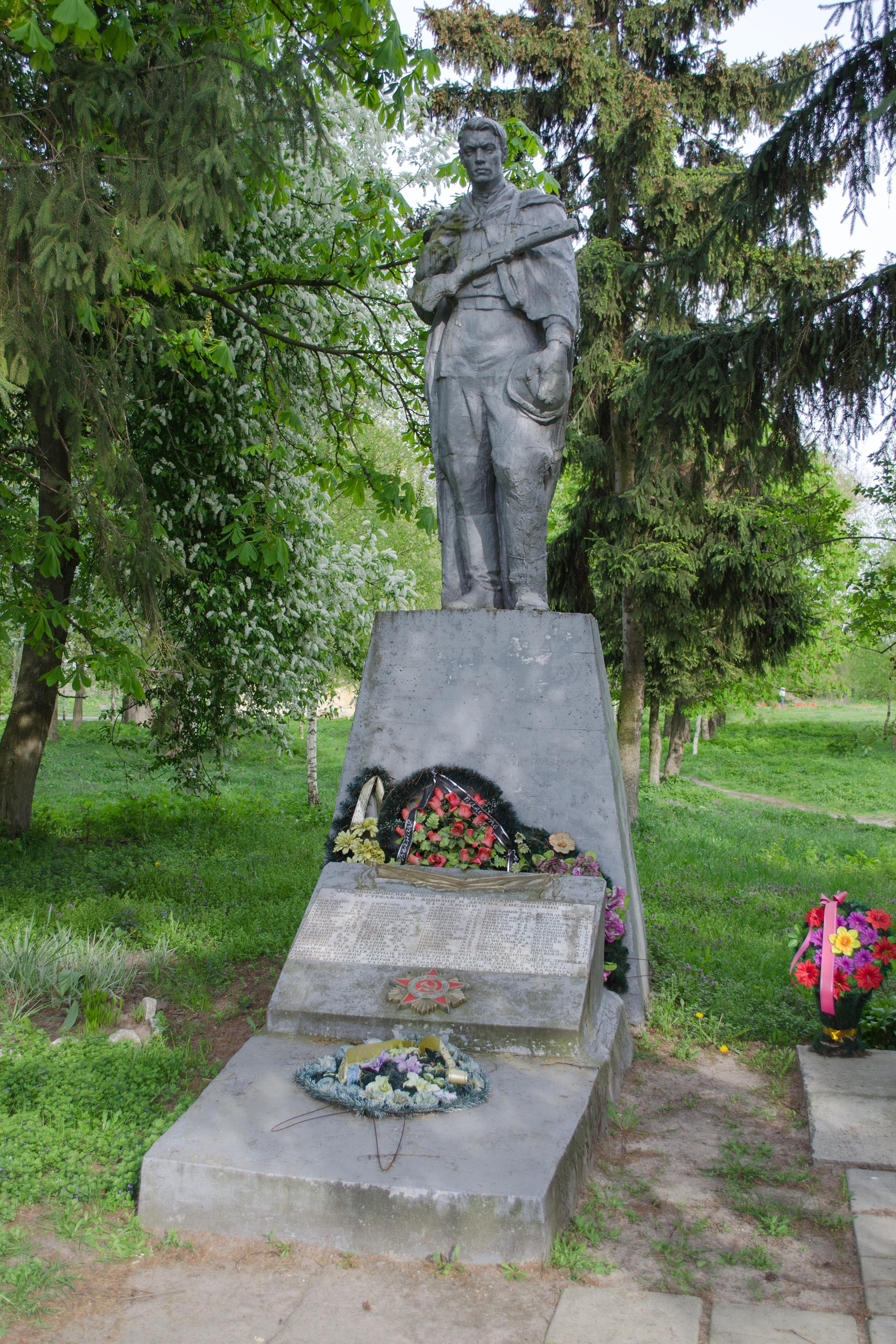
Братская могила
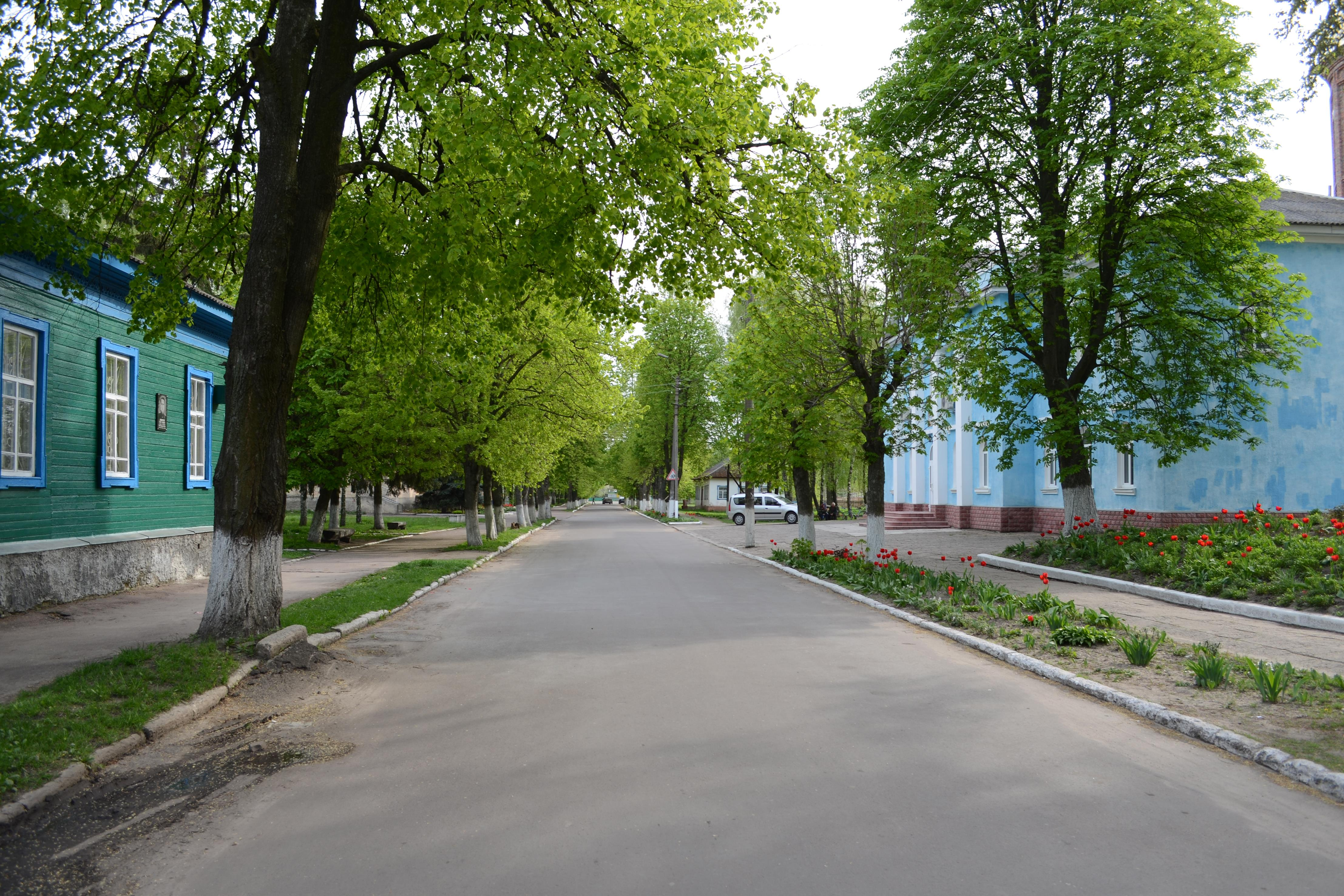
Улица
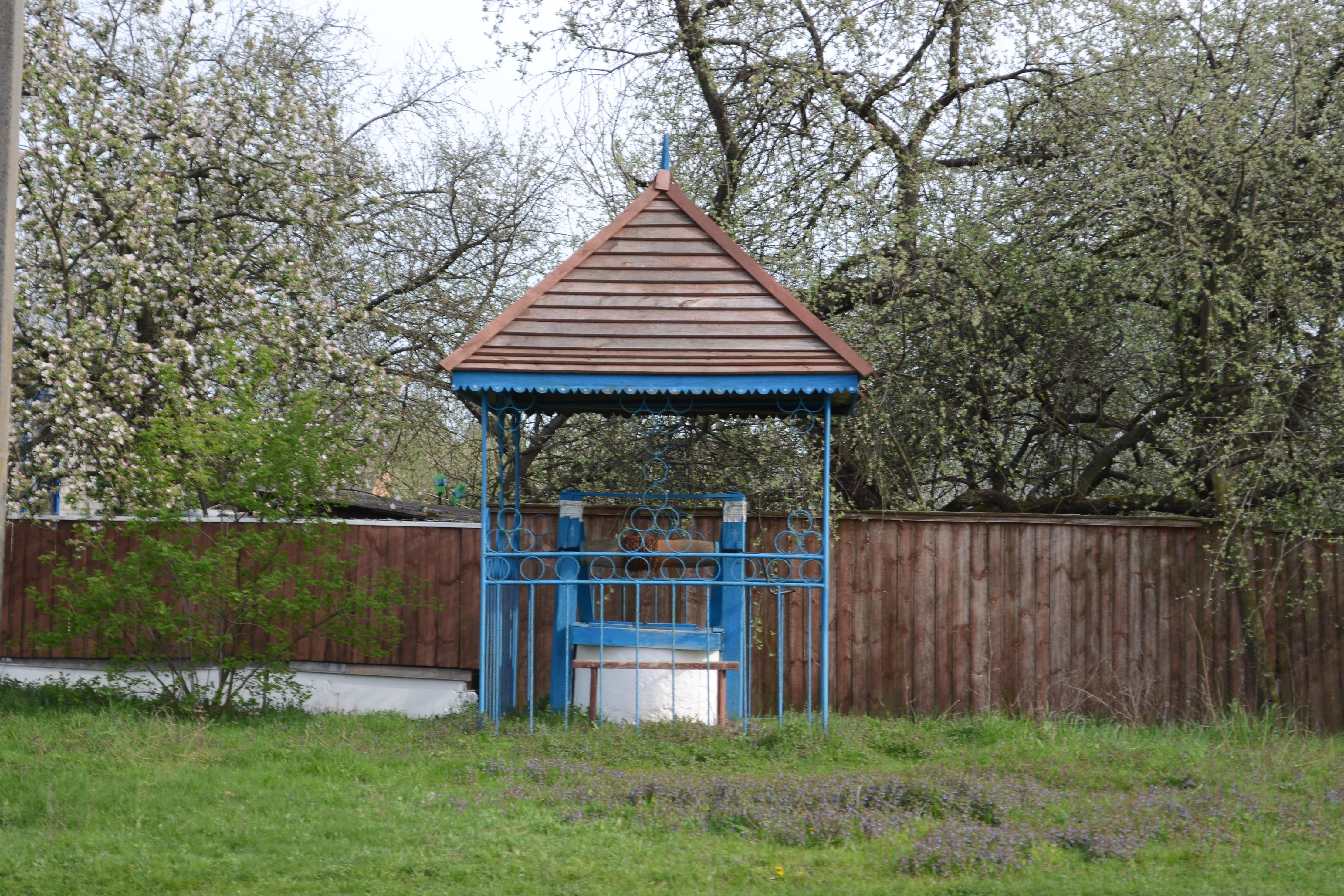
Колодец
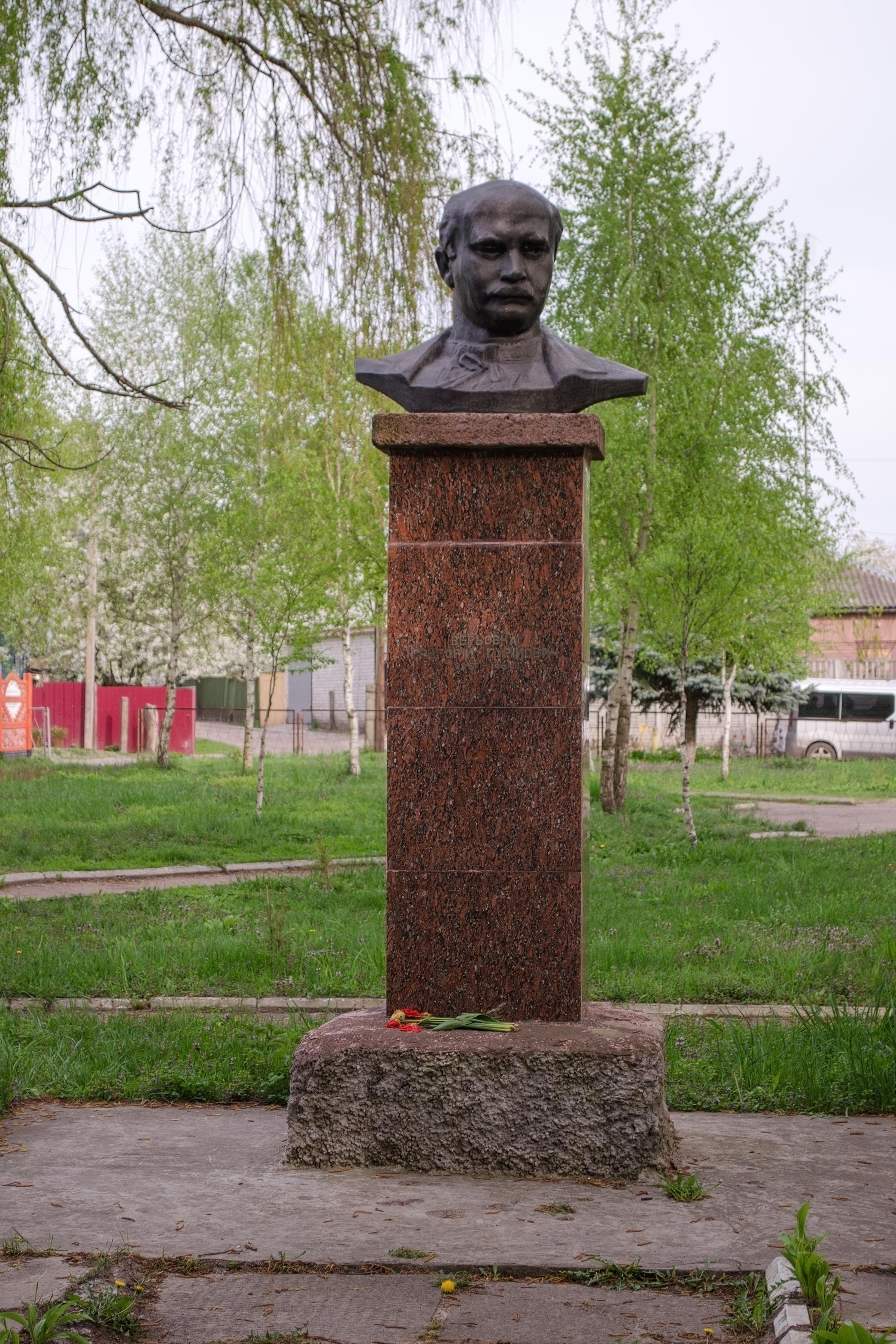
Памятник Г. Г. Верёвке
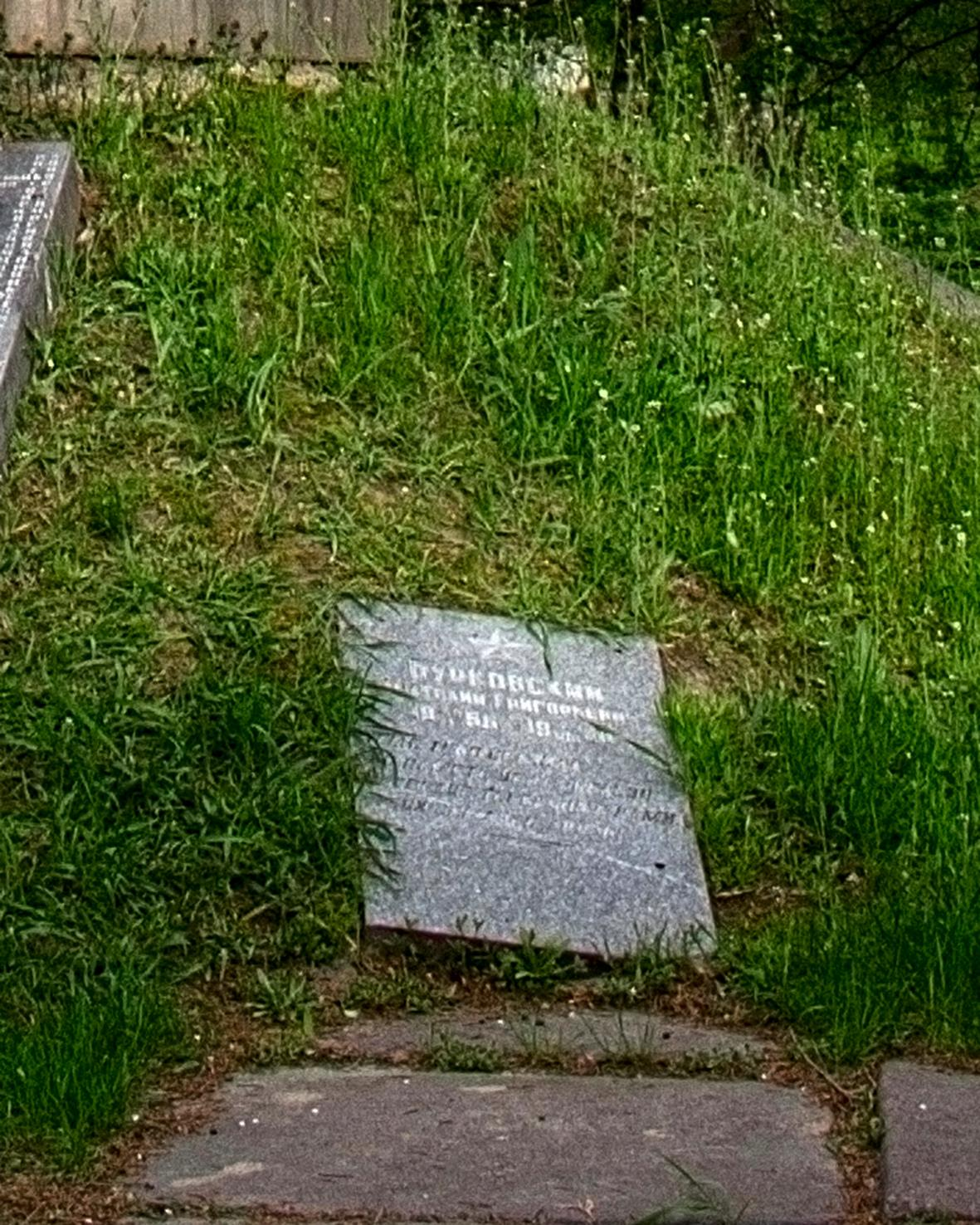
Могила воина-интернационалиста Бурковского
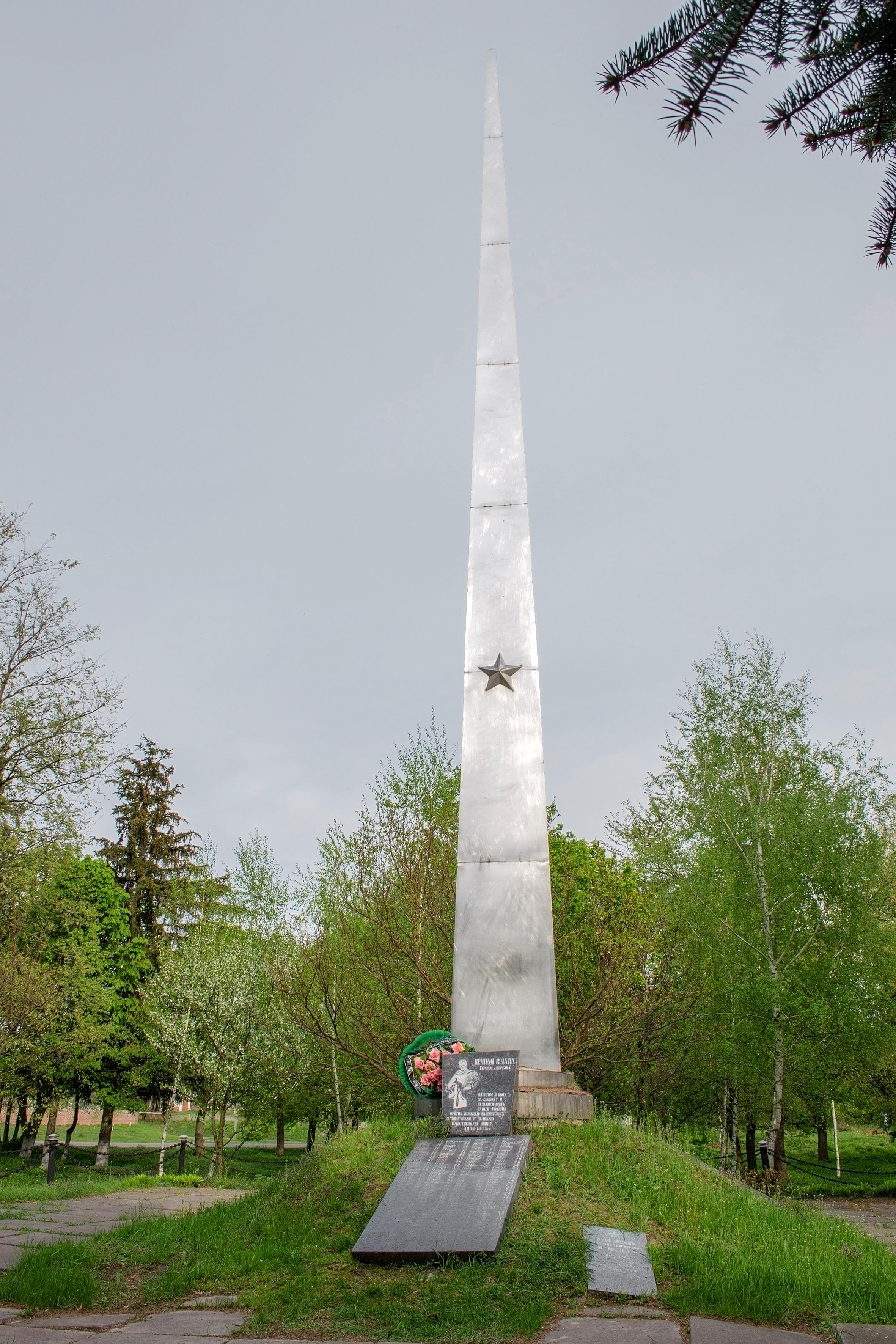
Памятный знак воинам-односельчанам
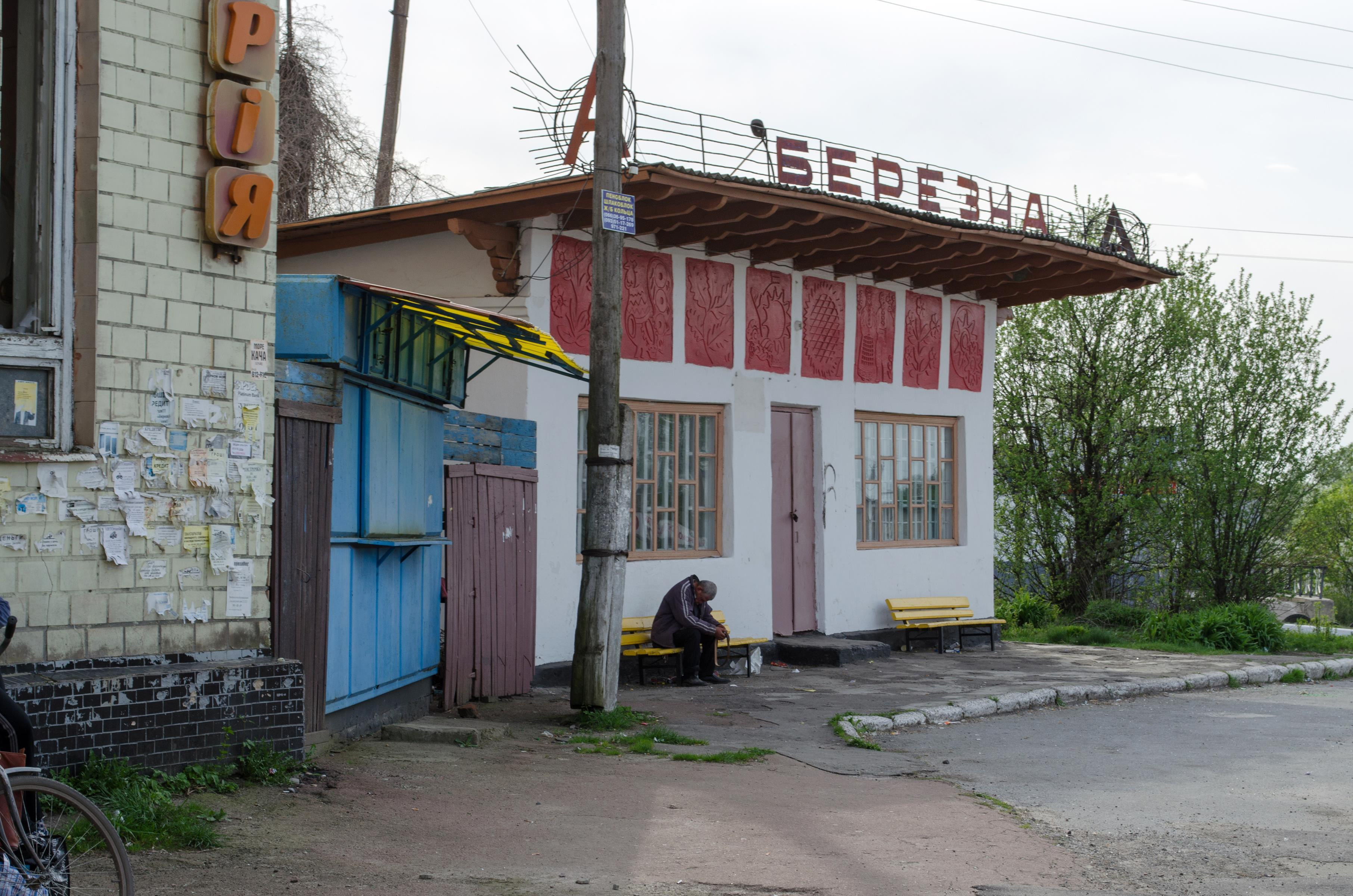
Автостанция
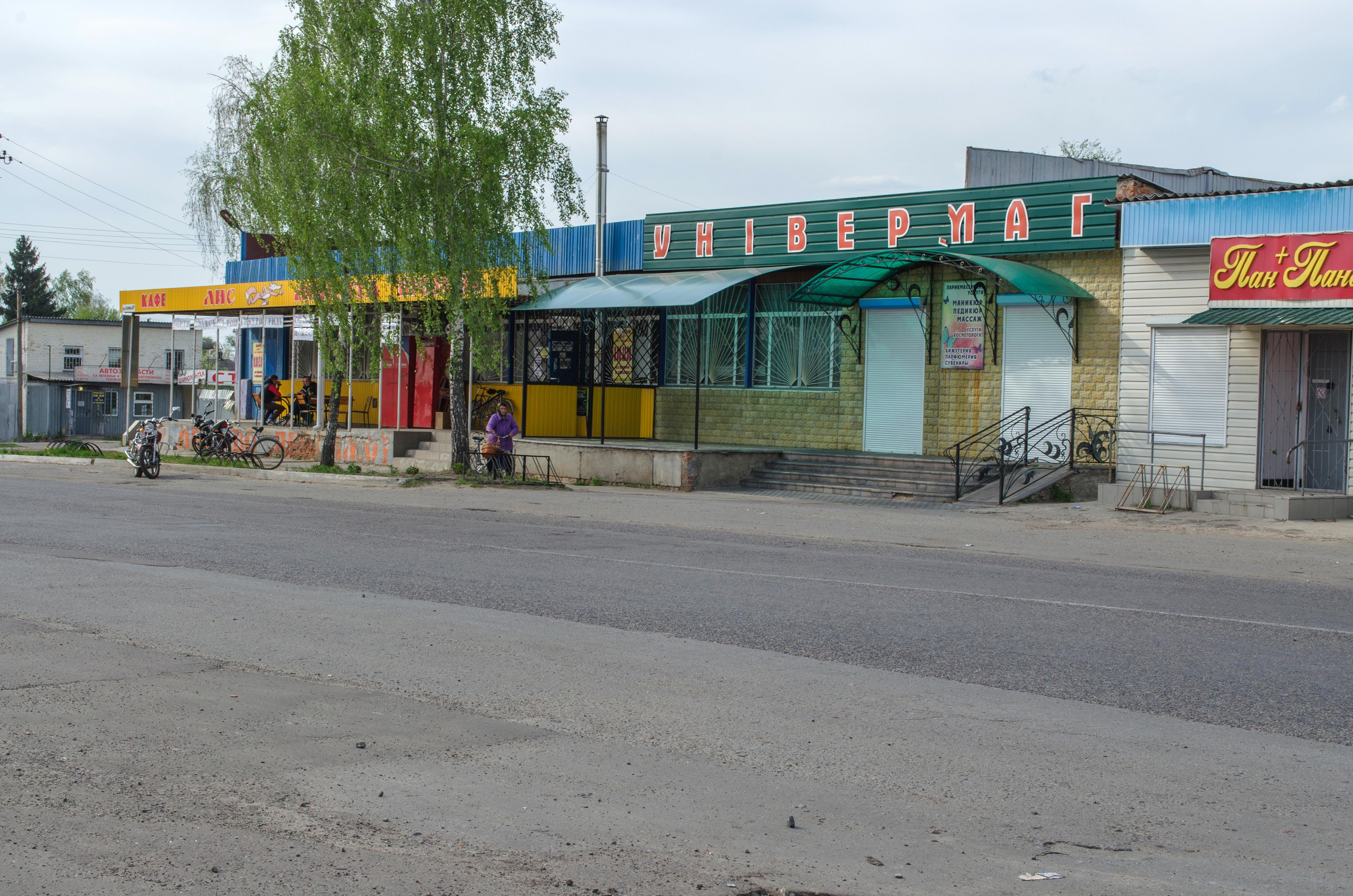
Универмаг
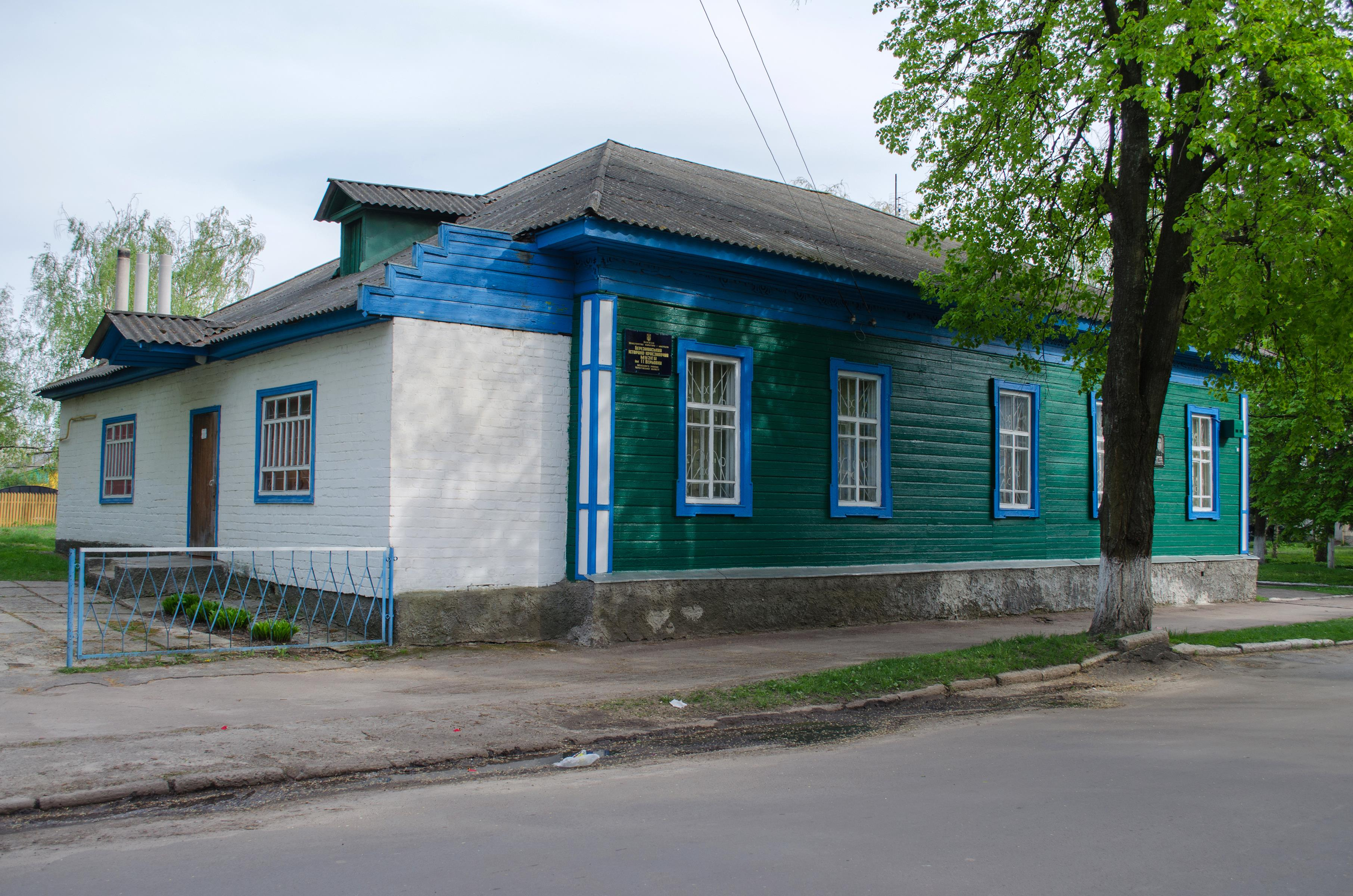
Историко-краеведческий музей им. Г. Г. Верёвки
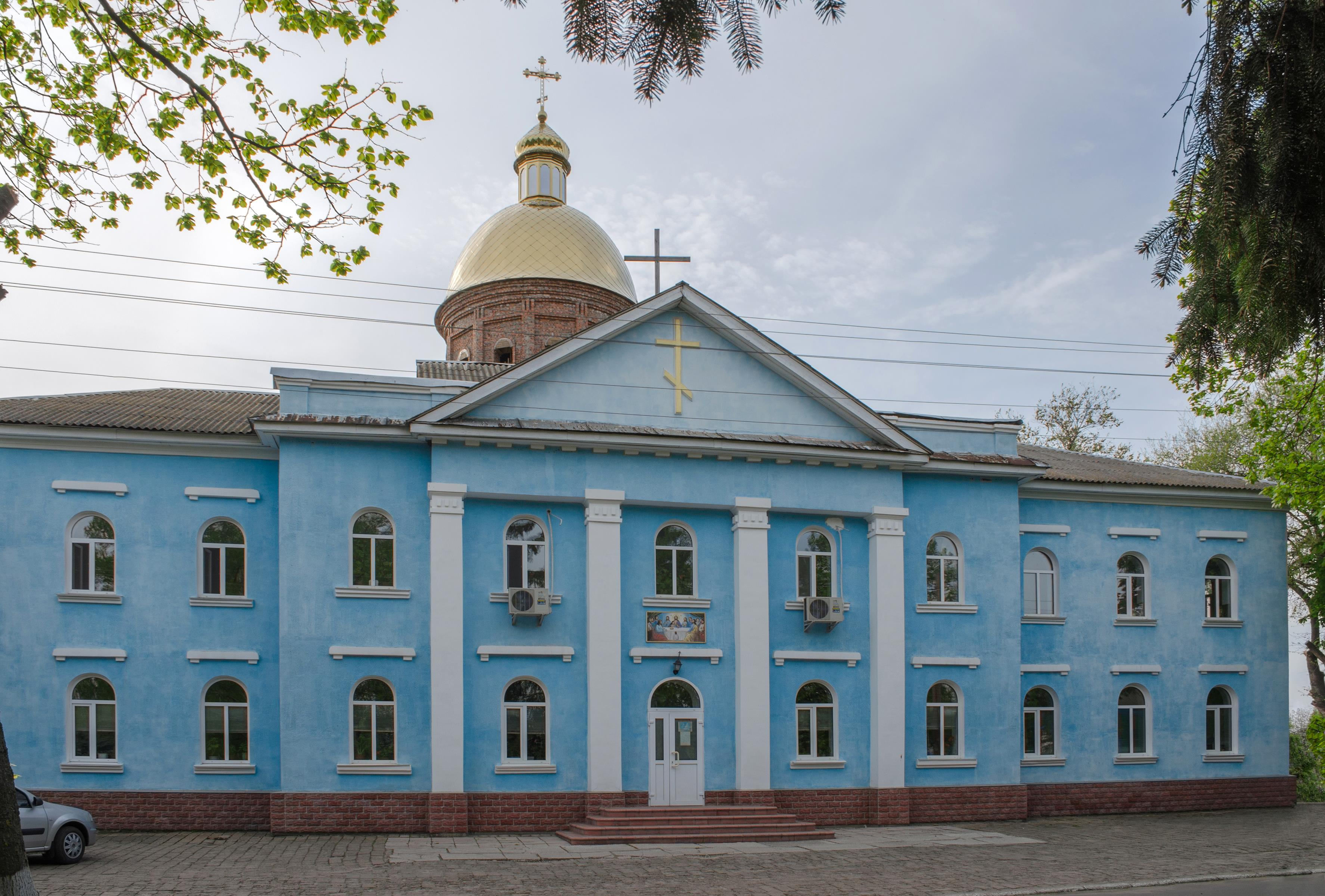
Церковь
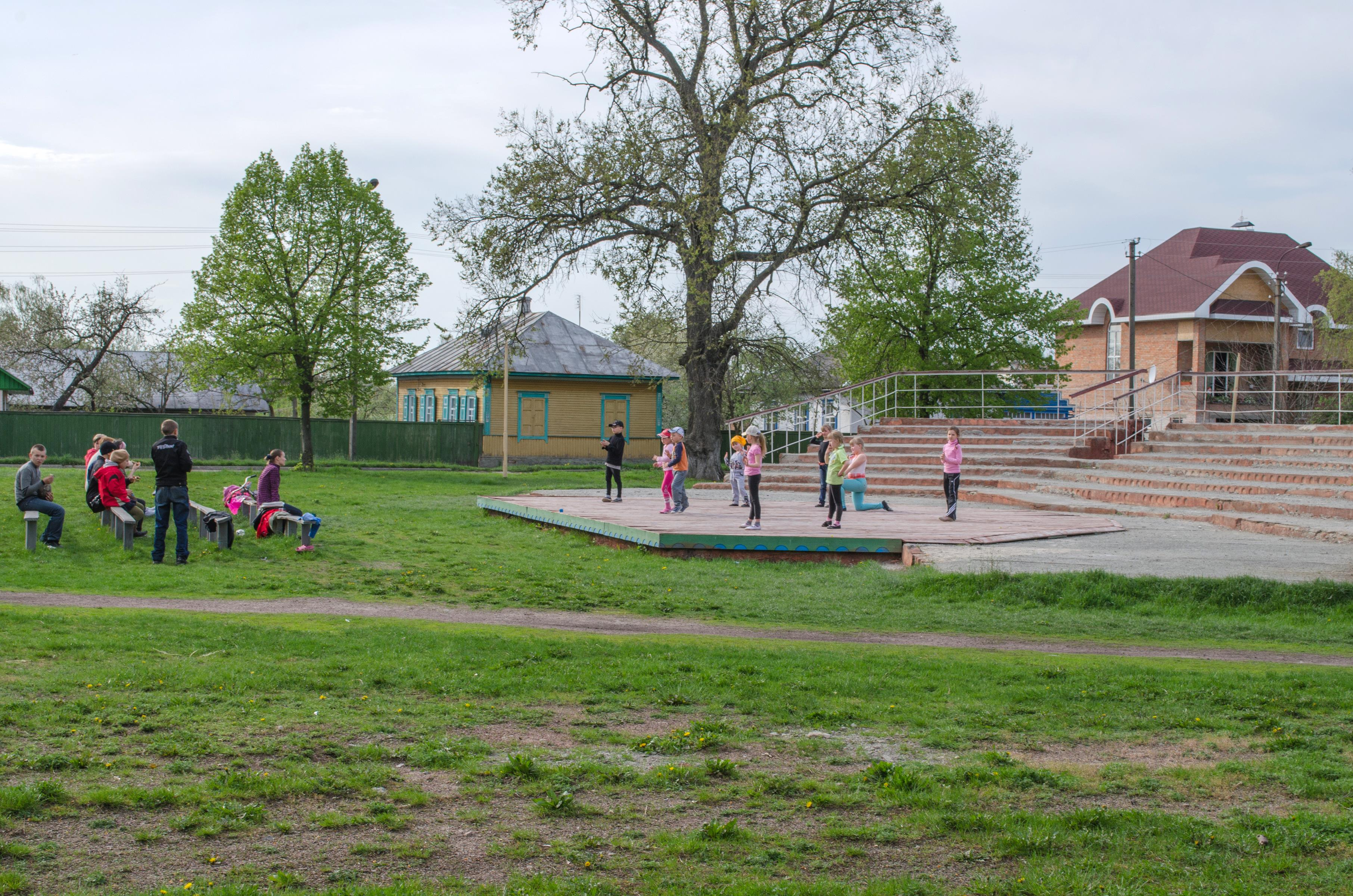
Сценическая площадка
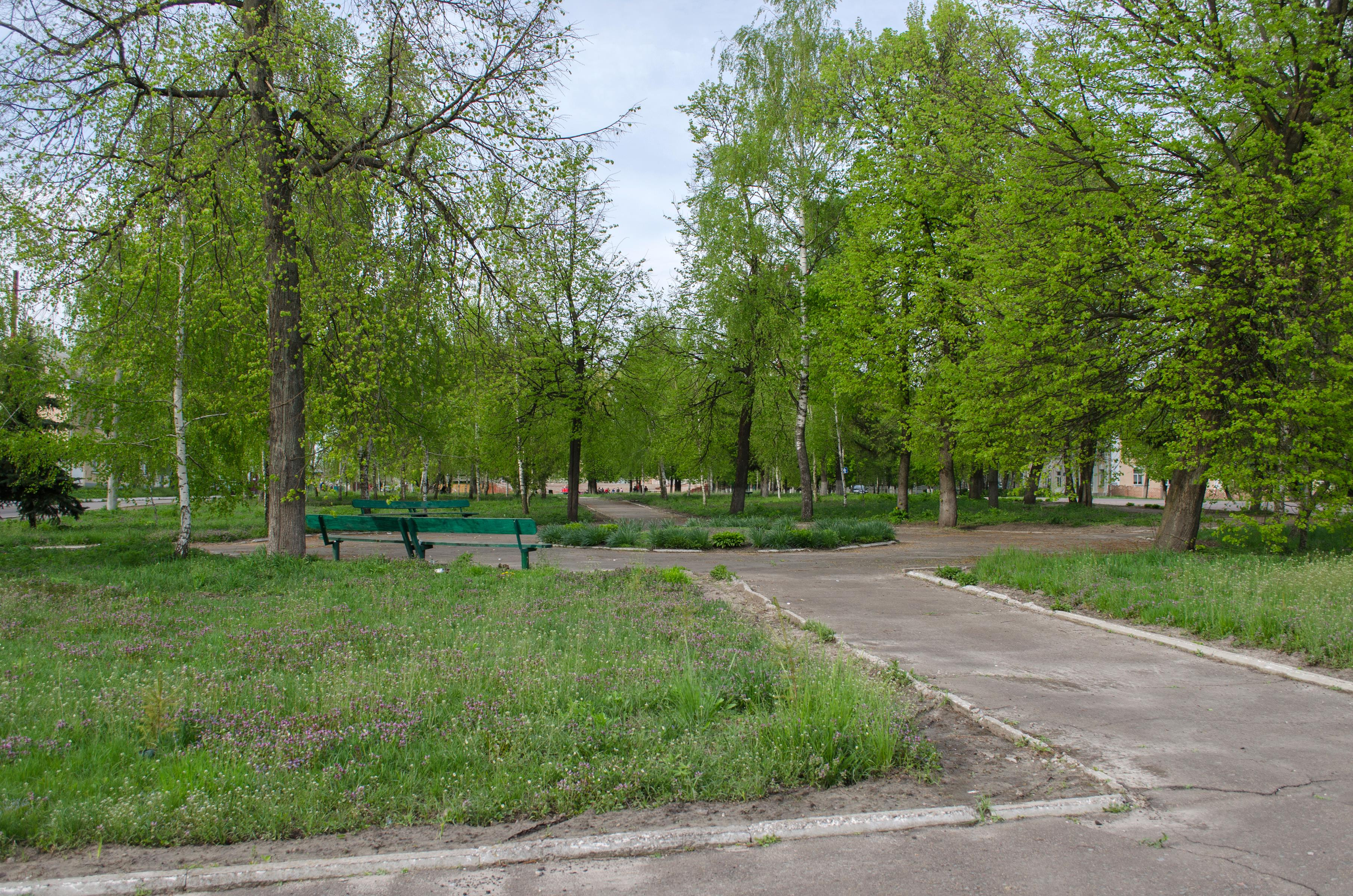
Сквер в центре посёлка
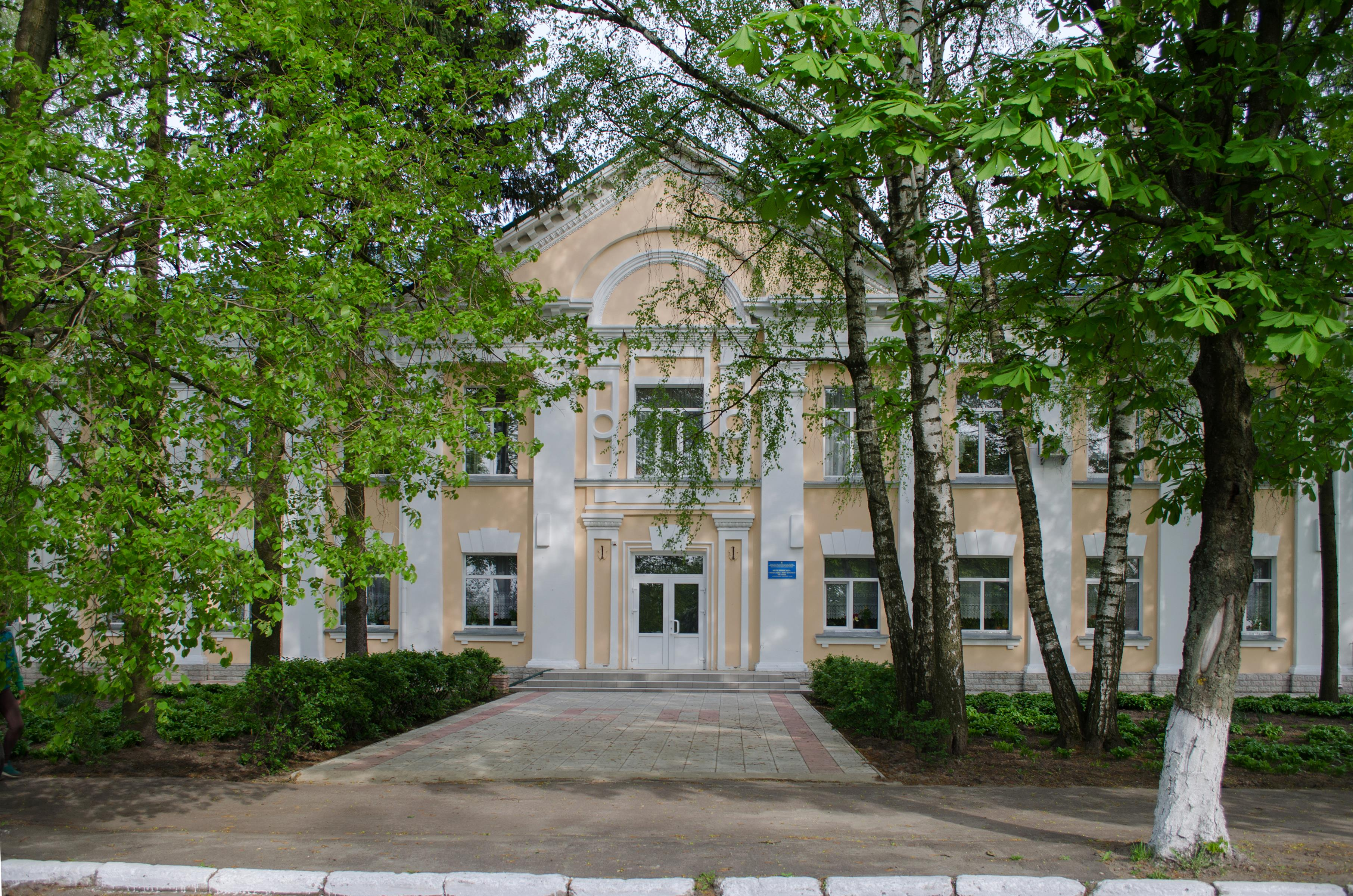
В центральной части
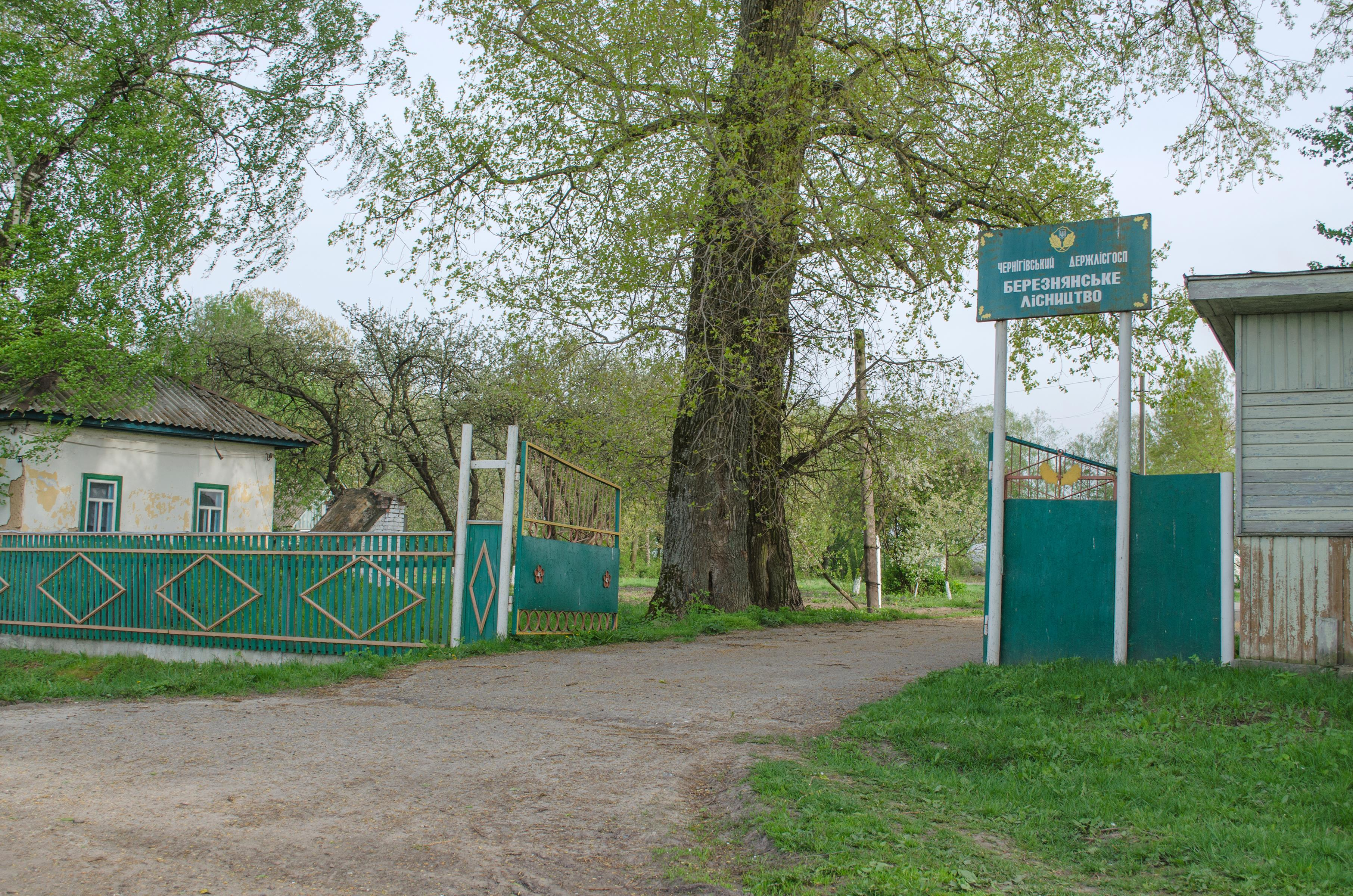
Березнянское лесничество
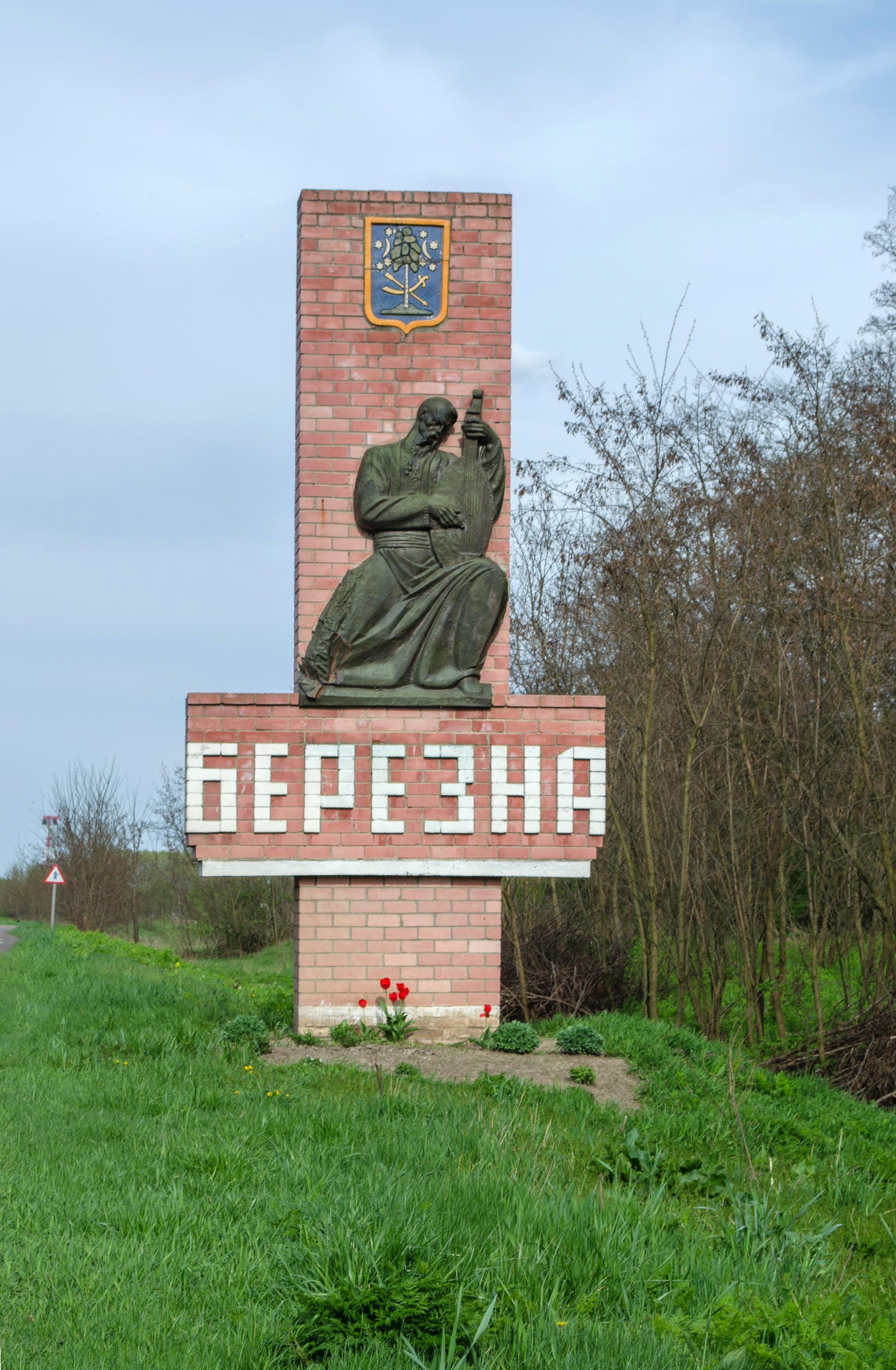
Стела на въезде в посёлок
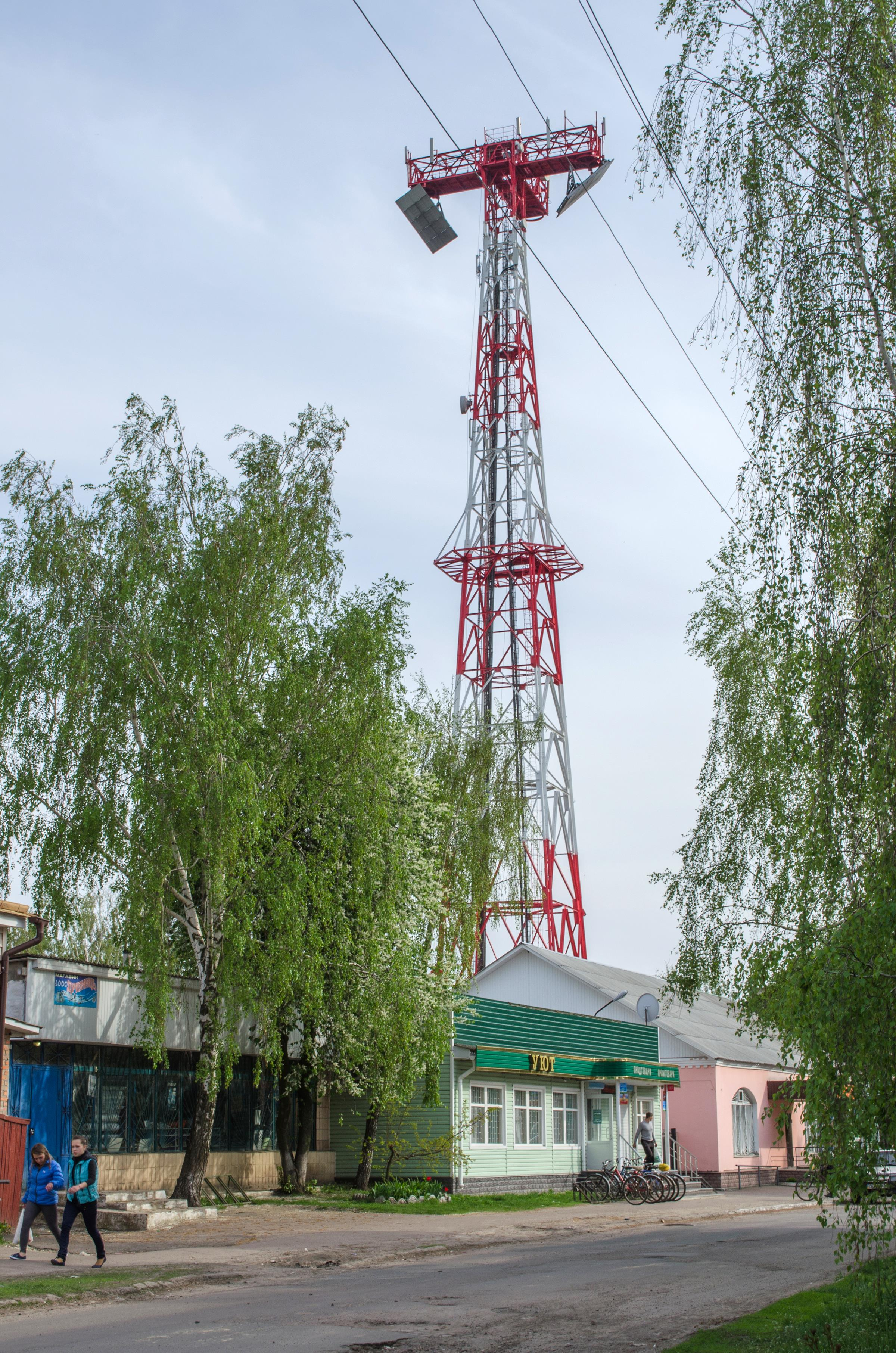
Вышка ПРС